# ماتيا فينوتو
ماتيا فينوتو (بالإيطالية: Mattia Finotto)‏ (28 ديسمبر 1992 في إيطاليا - ) هو لاعب كرة قدم إيطالي في مركز الهجوم.

## روابط خارجية
- ماتيا فينوتو على موقع قاعدة بيانات كرة القدم.إي يو (الإنجليزية)
- ماتيا فينوتو على موقع Soccerway.com (الإنجليزية)
- ماتيا فينوتو على موقع عالم كرة القدم.نت (الإنجليزية)